# ディジー・ミズ・リジー
ディジー・ミズ・リジー （Dizzy Mizz Lizzy）は、デンマークのロックバンド。
グランジ／オルタナティブ・ミュージックが全盛だった1990年代初頭にデビューし、母国デンマークのみならず、国外のロックファンからも多くの支持を得ていた。オルタナティヴ・ロックの流れを汲みつつも、HR/HMの影響を感じさせる音楽性や、哀愁を感じさせる美しいメロディ、変拍子や転調を多用した曲調などが特徴。
バンド名はビートルズがカバーしたラリー・ウィリアムズの楽曲「ディジー・ミス・リジー」に由来する。

## 来歴

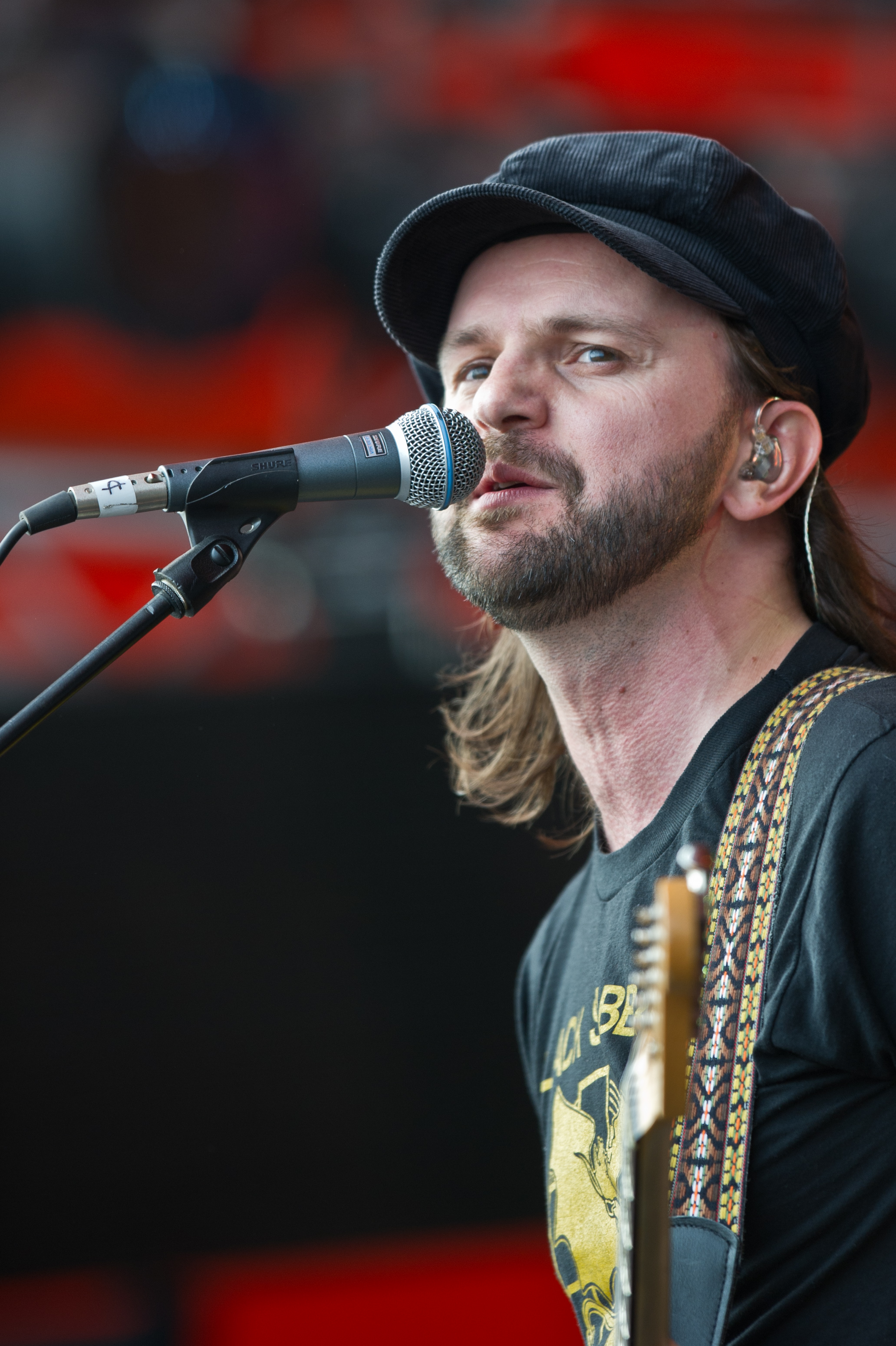
ティム・クリステンセン(Vo/G) 2010年

1988年、コペンハーゲンにおいて結成。1993年、ロックコンテストで優勝した賞金を元手に4曲入りプロモーションCDをリリース、地元のラジオ局で頻繁にオンエアされるようになったことで注目を浴びた。翌1994年にデビューアルバム『ディジー・ミズ・リジー』を発表。同アルバムはデンマークで22万枚を超える売り上げを記録し、『メタリカ』を抑えてデンマークのロック・アルバム史上最高の売り上げ記録を保持している。1996年にはセカンドアルバム『ローテイター』を発表。休みなしに続くツアーやレコーディングに疲れたことを理由に1997年から1年間の充電期間に入るが、活動を再開することなく翌1998年に解散した。
解散後、ティム・クリステンセンはソロ活動を展開。2006年8月16日に焼失した練習スタジオへのトリビュート・コンサートのため、一夜限りの再結成を果たした。
2010年9月15日に再結成を発表し、本国デンマークでツアーを行う。チケットは1分以内に完売した。2010年5月に来日ツアーを行ったあと、9月にも再来日し、9月29日の川崎クラブチッタ公演を最後に解散した。
2014年秋に二度目の再結成を果たす。2015年1月19日に19年ぶりの新シングル「I Would If I Could But I Can't」を発表しLOUD PARK 15にて来日公演を行う。
2016年には20年ぶりとなるアルバム「Forward In Reverse」をひっさげて、LOUD PARKへの出演とは別に全国ツアーの来日公演も行う。伊藤政則の「ROCK CITY」でのインタビューでティムが語ったところによれば、現在はバンドの解散・再結成という形にはこだわらず、ソロ活動と並行して無理なく活動しようと決めているとのこと。

## メンバー
- ティム・クリステンセン Tim Christensen - ギター、ボーカル
- マーティン・ニールセン Martin Nielsen - ベース
- ソレン・フリス Søren Friis - ドラムス

## ディスコグラフィー

### オリジナルアルバム
- ディジー・ミズ・リジー Dizzy Mizz Lizzy 1994年
- ローテイター Rotator 1996年
- フォワード・イン・リヴァース Forward in Reverse (2016年)
- オルター・エコー - Alter Echo（2020年）

### ライヴ・アルバム
- ライヴ・イン・ジャパン Live In Japan 1995年
- ライヴガスム！ Livegasm! 2017年

### ベストアルバム
- グレイテスト The Greatest 1998年
- ベスト・オブ・ディジー・ミズ・リジー＋ライヴ1996 Best Of + Live In Aarhus '96 2002年

## 来日公演
- Japan Tour 1996
9月15日東京・赤坂BLITZ、17日札幌・ザナドゥ、18日大阪・IMPホール、19日名古屋・クラブ・クアトロ、20日福岡・スカラエスパシオ
- Reunion Tour 2010
5月5日名古屋・Electric Lady Land、6日大阪・BIG CAT、8日・9日川崎・CLUB CITTA'
9月28日・29日川崎・CLUB CITTA'
- LOUD PARK 15
10月11日埼玉・スーパーアリーナ
- Japan Tour 2016
5月11日大阪・なんばHatch、12日名古屋・Electric Lady Land、14日・15日川崎・CLUB CITTA'、17日札幌・Cube garden
- LOUD PARK 16
10月9日埼玉・スーパーアリーナ
- THE ALTER ECHO JAPAN TOUR 2023
9/16_9/17川崎・CLUB CITTA'、9/19大阪・BIG CAT、9/20名古屋・Electric Lady Land、9/21渋谷・CLUB QUATTRO